# Saône-Rhônecultuur
De Saône-Rhônecultuur was een archeologische cultuur van de kopertijd tot  vroege bronstijd (ongeveer 2800-2400 v.Chr.), wijdverbreid in Oost-Frankrijk en West-Zwitserland. Ze wordt verdeeld in verschillende lokale groepen (Saône-, Chalain-, Haute-Savoie- en Auvernier). De landbouw en veeteelt bedrijvende cultuur is vooral bekend van depotvondsten en graven zoals de dolmen van Petit-Chasseur.
Vondsten van een specifieke vorm van koper wijzen op een eigen metaalproductie. Contacten met de klokbekerculturen (dolkvondst uit Le Grand-Pressigny-vuursteen in het kanton Wallis) en invoer uit de Noord-Italiaanse Remedellocultuur zijn gedocumenteerd.
Standbeeld-menhirs, zoals die van Petit-Chasseur, zijn getooid met kleding met patronen, sieraden met dubbele spiralen, riemen en dolken. 
Typerend is grof, zwak gebakken aardewerk, waarvan de belangrijkste vorm een tonvormige vat met brede knoppen als handvaten is, evenals smalle randbijlen, driehoekige dolken en kledingspelden met een schijfvormige, in reliëf gemaakte kop van brons.